# Garci Sánchez (conquistador)
Garci Sánchez (1527 - ?), fue un militar y político de origen español, partícipe de la conquista del Tucumán a mediados del siglo XVI, en el actual territorio de la República Argentina.

## Biografía
Nacido en 1527, llegó al Tucumán en 1549 con Juan Núñez de Prado y lo acompañó en las tres fundaciones de la ciudad de El Barco. Cuando este gobernador fue desterrado a Chile por Francisco de Aguirre, Sánchez lo escoltó.
Regresó al Tucumán y acompañó a Juan Pérez de Zurita en la fundación de Londres (Argentina), Córdoba de Calchaquí y Cañete, ciudades a las que luego intentó defender.
Ayudó a fundar Talavera. Fue uno de los soldados que abandonó en 1577 a Gonzalo de Abreu y Figueroa en los Valles Calchaquíes por no estar de acuerdo con él. 
Ocupó las funciones de alcalde en 1582, teniente de gobernador de Hernando de Lerma en 1584 y regidor en 1587, 1599 y 1601.